# Serpula lacrymans

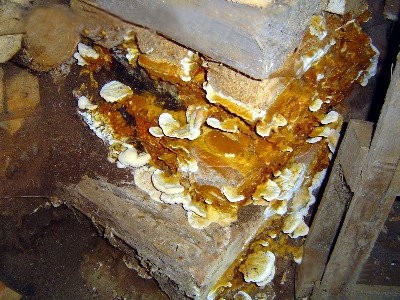
Parede com corpos frutíferos

Serpula lacrymans é uma espécie de fungo conhecida por causar podridão seca. É um basidiomiceto da ordem Boletales.

## Taxonomia
A espécie foi descrita pela primeira vez sob o nome Boletus lacrymans por Franz Xavier von Wulfen em 1781. Foi transferida para o gênero Serpula [en] por Petter Karsten em 1884.
O epíteto específico deriva das palavras latinas serpula para "rastejante" (como uma serpente) e lacrymans, que significa "produzindo lágrimas".

## Ambiente

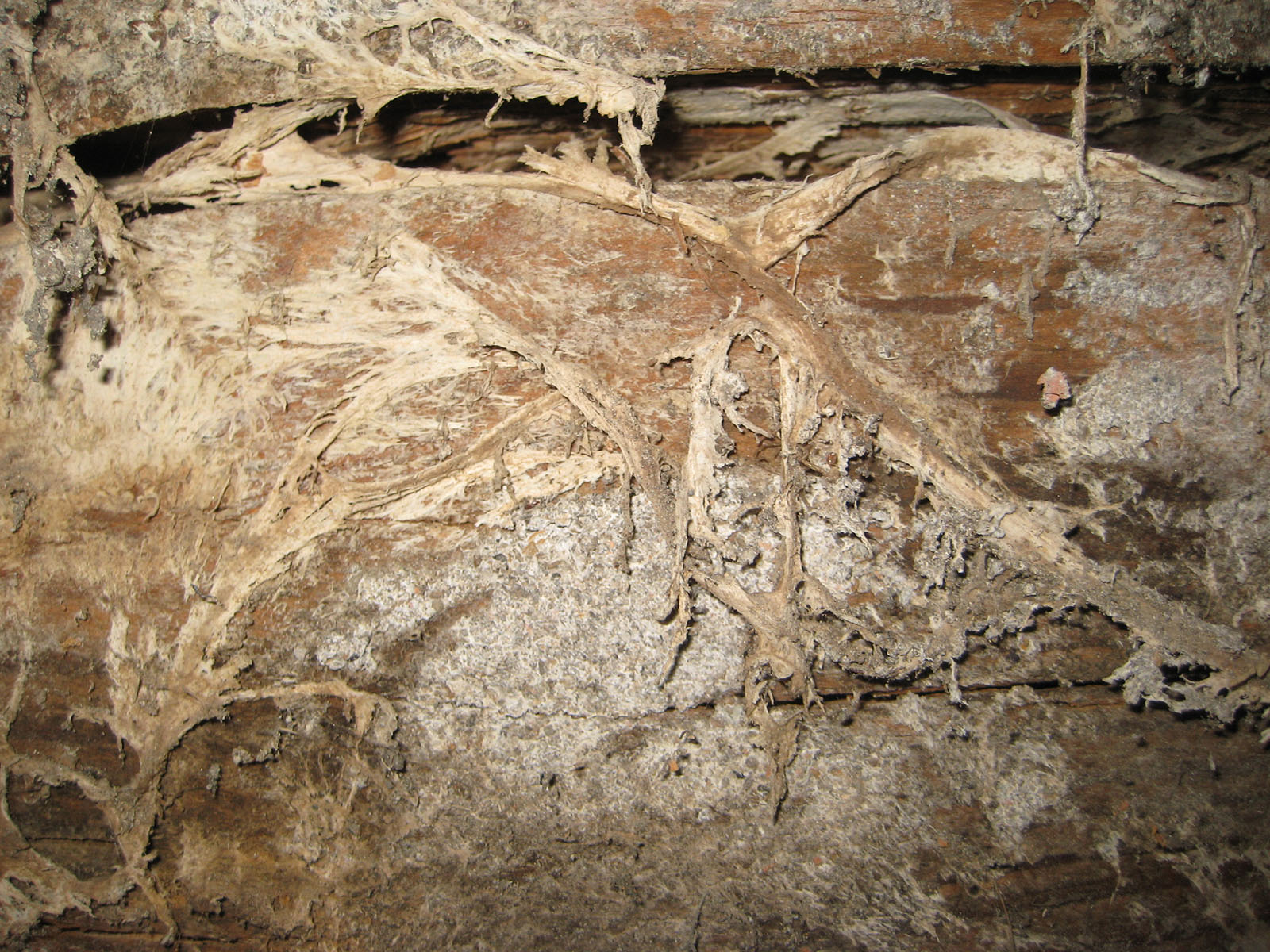
Viga de madeira com micélio

Serpula lacrymans tem preferência por temperaturas de 21 a 22 °C, mas pode sobreviver a qualquer temperatura de 3 a 26 °C. Não está claro quanta luz é necessária para promover o crescimento de S. lacrymans. Em termos de aeração, S. lacrymans frequentemente cresce perto de dutos de ventilação, o que mostra uma preferência por oxigênio concentrado. Um teor de umidade de 30 a 40% é seu nível ideal na madeira para promover a formação de corpos de frutificação. Parece que S. lacrymans requer um ambiente onde materiais inorgânicos e orgânicos estejam presentes. O fungo usa íons de cálcio e ferro extraídos de gesso, tijolo e pedra para auxiliar na decomposição da madeira, o que resulta em podridão parda.

## Distribuição
Embora seja um agente comum de biodeterioração em ambientes internos, foi encontrado apenas em alguns ambientes naturais, como o Himalaia, o norte da Califórnia, a República Tcheca e o leste da Ásia. Um estudo recente sobre a origem evolutiva e a disseminação desta espécie usando marcadores genéticos (polimorfismos de comprimento de fragmentos amplificados [en], sequências de DNA e microssatélites) em uma amostra mundial de espécimes sugeriu a existência de duas linhagens principais: uma linhagem não agressiva encontrada na América do Norte e uma linhagem agressiva encontrada em todos os continentes, tanto em ambientes naturais quanto em edifícios.

## Impacto em estruturas
Serpula lacrymans é considerado o destruidor mais prejudicial de materiais de construção de madeira em ambientes internos em regiões temperadas.
Somente no Reino Unido, os proprietários de edifícios gastaram pelo menos £150 milhões anualmente para retificar os danos causados pela podridão seca.
Ele tem a capacidade de colonizar rapidamente os locais através de um micélio único e altamente especializado, o que também leva a taxas de degradação maiores da celulose da madeira.

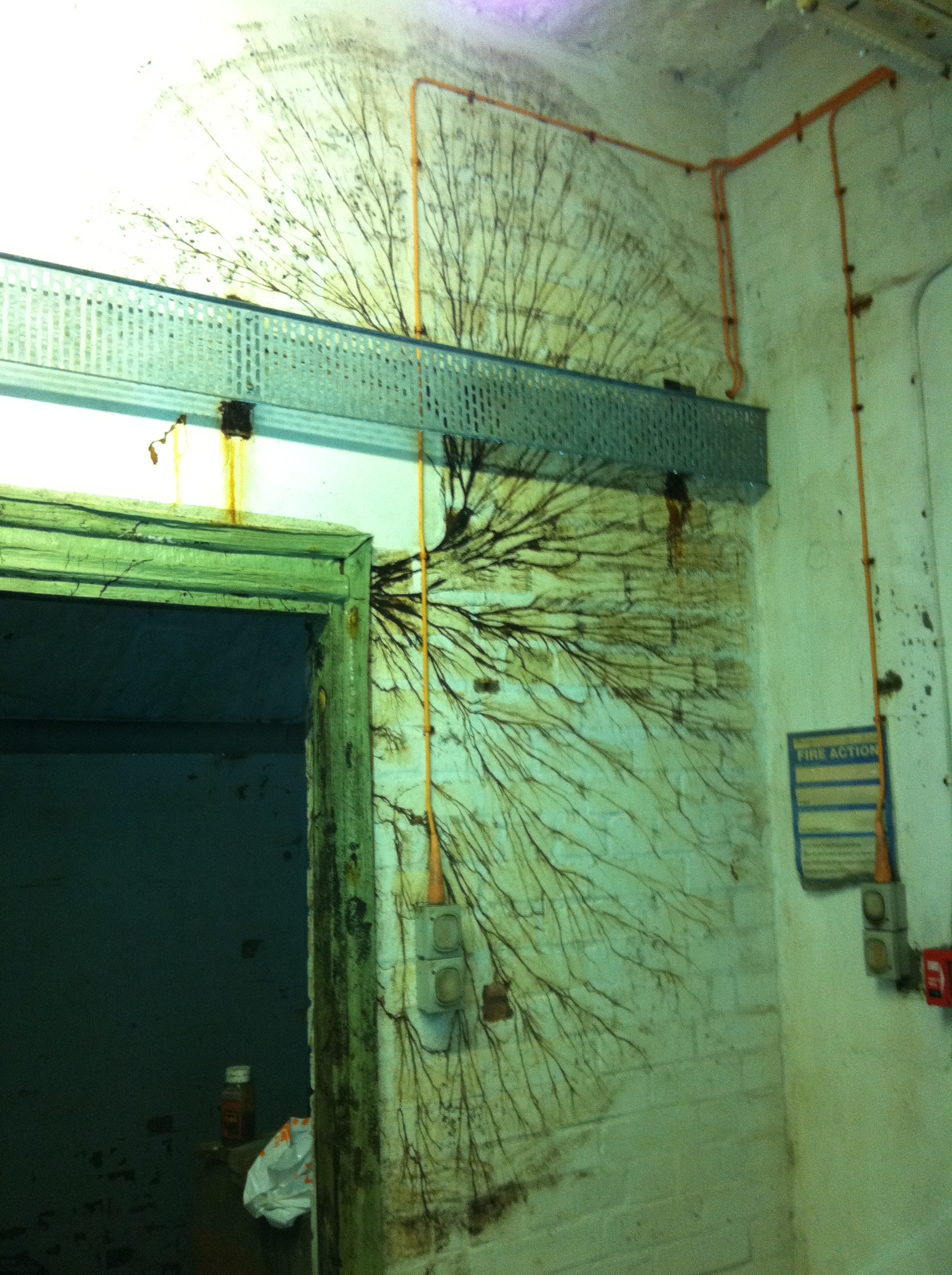
Serpula lacrymans: rizomorfos emanando da moldura da porta em en, Dollis Hill

## Genoma
Três variantes/cepas de S. lacrymans foram sequenciadas pelo Joint Genome Institute (JGI) e seus colaboradores, e os dados da sequência estão disponíveis através de seu portal MycoCosm. Um genoma é de S. lacrymans S7.9 (v2.0). A montagem do genoma é de 42,73 Mbp, com um número previsto de 12.789 genes. O segundo genoma é de S. lacrymans S7.3 (v2.0). A montagem do genoma é de 47 Mbp, com um número previsto de 14.495 genes. O terceiro genoma é de S. lacrymans var shastensis SHA21-2 (v1.0). A montagem do genoma é de 45,98 Mbp, com um número previsto de 13.805 genes.

## Genes de produtos naturais
O genoma de S. lacrymans codifica seis policetídeo sintases (PKS1-PKS6) anotadas, 15 peptídeo sintetases não ribossomais (NPS1-NPS4, NPS7, NPS13-NPS15, NPS17 e NPS18) e dois híbridos delas (NPS6, NPS8 e NPS16). Além disso, o genoma codifica várias redutases formadoras de adenilato putativas (NPS5, NPS9-NPS12). A NPS3 foi superexpressa em E. coli e caracterizada como uma sintetase de atromentina/quinona que catalisa a formação de atromentina, semelhante a GreA; InvA1,2 e 5; e AtrA de Suillus grevillei, Tapinella panuoides, Paxillus involutus, respectivamente. A NPS3 e seu gene de aminotransferase adjacente (AMT1) também foram encontrados como sendo regulados positivamente durante a co-incubação com bactérias.

## Produtos naturais
O gênero Serpula, incluindo Serpula lacrymans e Serpula himantoides, é conhecido por produzir três classes de compostos químicos: a família do tipo ácido pulvínico, as himanimidas e os ácidos poliínicos. Dentro da família do tipo ácido pulvínico, os compostos derivados da atromentina incluem ácido variegático, ácido xerocômico, ácido isoxerocômico, ácido atromentínico, variegatorrubina, xerocomorrubina e outras variantes desses pigmentos. Foi descoberto que os pigmentos da família do tipo ácido pulvínico são secretados durante a co-incubação com várias bactérias.
Não é comestível.